# Standard Catalog of World Paper Money
El Standard Catalog of World Paper Money es un catálogo de papel moneda publicado por Krause Publications en tres volúmenes. Estos catálogos se conocen comúnmente en el comercio numismático como los Catálogos Pick, ya que el sistema de numeración fue originalmente compilado por Albert Pick, pero también se les conoce como "Krause" o "SCWPM". Desde mediados de la década de 1980, los títulos han sido propiedad de Krause Publications, y de 1994 a 2016 estuvieron bajo la dirección editorial de George S. Cuhaj, y posteriormente de la editora Tracy L. Schmidt.

## Sistema de numeración
El sistema de numeración usa un número entero para identificar cada billete. La clasificación se realiza normalmente por serie / fecha de emisión y luego asciende por denominación. Algunas variedades también poseen un prefijo alfabético, que puede estar en mayúsculas o minúsculas.
- El prefijo "A" o "B" se utiliza para insertar las series más antiguas que no estaban catalogadas cuando se estableció el sistema de numeración.
- El prefijo "CS" se utiliza para artículos hechos para coleccionistas, como carpetas de souvenirs, hojas sin cortar, números de serie especiales, folletos, etc.
- Se utiliza el prefijo "FX" para los certificados de divisas.
- El prefijo "M" designa a las emisiones militares. Estas se han movido al catálogo "Especializado".
- Se utiliza un prefijo "R" para ciertos billetes regionales, los cuales también se han movido al catálogo "Especializado".
- El prefijo "S" se utiliza para representar emisiones "especializadas" que se catalogan por separado (a menudo bancos privados, emisiones regionales, emisiones de emergencia, papel moneda local, etc.).

En el uso común, pero no en el catálogo en sí mismo, es una práctica común poner el prefijo "P" al número de catálogo (y cualquier prefijo o sufijo, para designar que este es un número "Pick", Sin embargo, esto no es una práctica del catálogo. Si hay prefijos, en este uso, seguirán la "P" (p. Ejemplo, P5, PS101a, PM3 o PFX).
En ocasiones, si un billete tiene firma, fecha u otras variantes, sigue una letra minúscula (por ejemplo, P120a, P120b, P120c, etc.). En algunos casos, se asignan varias fechas a una única variante; por ejemplo, "1936-1940; 1942; 1945". De una edición a otra, estas letras pueden variar, a medida que se encuentran más fechas y firmas posteriormente, o cuando los editores deciden agregar más detalle.
- El sufijo "ct" o "tc" se utiliza para las pruebas de color (a veces aparece como "tc")
- El sufijo "r" se usa para un "remanente" o sobrante (en su mayoría impresiones incompletas del siglo XIX) o un billete de "reemplazo".
- El sufijo "p" se usa para billetes de "prueba".
- Se utiliza un sufijo de "s" para los billete espécimen (Specimen).
- El sufijo "x" se utiliza para denotar ciertas variedades, como falsificaciones o errores.

Cuando hay múltiples versiones de prueba, remanentes o muestras, y ocasionalmente otras variaciones, a menudo se catalogan con un número después de la letra, por ejemplo, p1, p2, s1 o s2. Si es necesario insertar un número entre dos números, en algunos casos, la sección se vuelve a numerar, lo que crea confusión, y algunos recopiladores lo anotarán con el número anterior entre paréntesis. Por ejemplo, 6 (5) indicaría el número de selección actual. es 6, pero una vez fue 5. Pero en otros casos, las entradas no se vuelven a numerar, y luego el formato es usar una letra mayúscula de sufijo (p. Ej. P120 A ).

## Ediciones recientes
Ediciones más recientes, a agosto de 2019 son las siguientes:
Standard Catalog of World Paper Money
- Standard Catalog of World Paper Money, General Issues, 1368–1960 (16.ª edición). Krause Publications. 2016. ISBN 978-1-4402-4707-1.[3]
- Standard Catalog of World Paper Money, Modern Issues, 1961-Present (25.ª edición). Krause Publications. 2019. ISBN 978-1-4402-4898-6.[4]
- Standard Catalog of World Paper Money, Specialized Issues (12.ª edición). Krause Publications. 2013. ISBN 978-1-4402-3883-3.

Otros catálogos relacionados
- Standard Catalog of United States Paper Money (35.ª edición). Publicaciones Krause. 2016. ISBN 978-1-4402-4708-8